# Грем (Вашингтон)
Грем (англ. Graham) — переписна місцевість (CDP) в США, в окрузі Пірс штату Вашингтон. Населення — 32 658 осіб (2020).

## Географія
Грем розташований за координатами 47°2′4″ пн. ш. 122°16′37″ зх. д. / 47.03444° пн. ш. 122.27694° зх. д. (47.034316, -122.276854).  За даними Бюро перепису населення США в 2010 році переписна місцевість мала площу 91,08 км², з яких 90,62 км² — суходіл та 0,46 км² — водойми.

## Демографія
Згідно з переписом 2010 року, у переписній місцевості мешкала 23 491 особа в 7904 домогосподарствах у складі 6283 родин. Густота населення становила 258 осіб/км².  Було 8324 помешкання (91/км²).
Расовий склад населення:
| - 82,6 % — білих - 4,0 % — чорних або афроамериканців - 2,8 % — азіатів - 1,2 % — вихідців з тихоокеанських островів - 1,2 % — корінних американців - 1,8 % — осіб інших рас |

До двох чи більше рас належало 6,3 %. Частка іспаномовних становила 6,3 % від усіх жителів.
За віковим діапазоном населення розподілялося таким чином: 28,4 % — особи молодші 18 років, 62,9 % — особи у віці 18—64 років, 8,7 % — особи у віці 65 років та старші. Медіана віку мешканця становила 35,9 року. На 100 осіб жіночої статі у переписній місцевості припадало 102,0 чоловіків;  на 100 жінок у віці від 18 років та старших — 100,2 чоловіків також старших 18 років.
Середній дохід на одне домашнє господарство  становив 83 894 долари США (медіана — 74 107), а середній дохід на одну сім'ю — 88 583 долари (медіана — 80 036). Медіана доходів становила 57 223 долари для чоловіків та 40 114 долари для жінок. За межею бідності перебувало 5,1 % осіб, у тому числі 6,3 % дітей у віці до 18 років та 3,3 % осіб у віці 65 років та старших.
Цивільне працевлаштоване населення становило 11 769 осіб. Основні галузі зайнятості: освіта, охорона здоров'я та соціальна допомога — 18,8 %, роздрібна торгівля — 14,5 %, будівництво — 12,4 %.